# Bernd Eistert
Bernd Karl Georg Eistert (Oława, Ohlau, 9 november 1902 - Saarbrücken, 22 mei 1978) was een Duits chemicus. Hij is, samen met Fritz Arndt, bekend geworden door de ontwikkeling van een synthetische methode voor de ketenverlenging van carbonzuren met diazomethaan. Deze naamreactie wordt de Arndt-Eistert-homologering of Arndt-Eistert-reactie genoemd.